# 列支敦斯登的卡爾·阿爾弗雷德
卡爾·阿爾弗雷德（德語：Karl Alfred，1869年6月17日—1955年3月16日），列支敦斯登親王法蘭茲·約瑟夫二世的弟弟。

## 家庭
1949年，卡爾·阿爾弗雷德與奧地利的阿格尼絲·克里絲蒂娜結婚。她的父親是奧地利皇帝法蘭茲·約瑟夫一世的外孫，母親是泰申公爵腓特烈大公的外孫女。兩人共有3子4女：
1. 多米尼克（Dominik，1950年—2009年）
2. 安德烈（Andreas，1952年出生）
3. 格雷格（Gregor，1954年出生）
4. 亞歷山德拉（Alexandra，1955年出生）
5. 瑪麗亞·皮婭（英语：Maria-Pia Kothbauer）（1960年出生）
6. 卡塔里娜（Katharina，1964年出生）
7. 比爾吉塔（Birgitta，1967年出生）